# Исла-Мухерес (муниципалитет)
Исла-Мухерес (исп. Isla Mujeres) — муниципалитет в Мексике, штат Кинтана-Роо, с административным центром в одноимённом городе. Численность населения, по данным переписи 2020 года, составила 22 686 человек.

## Общие сведения
Название Isla Mujeres (дословно: остров женщин) муниципалитет позаимствовал у одного из островов, которое получил от испанских мореплавателей, которые обнаружили на нём множество глиняных изваяний женщин.
Площадь муниципалитета равна 862,5 км², что составляет 1,9 % от площади штата, а наиболее высоко расположенное поселение Бугамбилья, находится на высоте 15 метров.
Территория муниципалитета расположена как на материковой, так и на островной территории штата. Он граничит с другими муниципалитетами штата: на юге с Бенито-Хуаресом, на с западе с Ласаро-Карденасом, а также берега муниципалитета омываются на востоке водами Карибского моря, и на севере его переходом в Мексиканский залив.

## Учреждение и состав
Муниципалитет был образован 8 октября 1974 года при создании штата Кинтана-Роо, по данным 2020 года, в его состав входит 111 населённых пунктов, самые крупные из которых:
| Код INEGI                  | Населённый пункт                                                                          | Численность населения (2005 год) | Численность населения (2010 год) | Численность населения (2020 год) |
| -------------------------- | ----------------------------------------------------------------------------------------- | -------------------------------- | -------------------------------- | -------------------------------- |
| 003                        | Всего                                                                                     | 13315                            | 16203                            | 22686                            |
| 0001                       | Исла-Мухерес (исп. Isla Mujeres) 21°15′24″ с. ш. 86°44′46″ з. д. (административный центр) | 11147                            | 12642                            | 13174                            |
| 0286                       | Эхидо-Исла-Мухерес (исп. Zona Urbana Ejido Isla Mujeres) 21°13′29″ с. ш. 86°51′18″ з. д.  | 219                              | 2653                             | 6668                             |
| 0475                       | Ла-Виктория (исп. La Victoria) 21°14′34″ с. ш. 86°51′41″ з. д.                            | —                                | 49                               | 531                              |
| 0093                       | Ранчо-Вьехо (исп. Rancho Viejo) 21°15′24″ с. ш. 86°54′40″ з. д.                           | 4                                | 8                                | 527                              |
| 0500                       | Минас-де-Ранчо-Вьехо (исп. Minas de Rancho Viejo) 21°14′28″ с. ш. 86°51′55″ з. д.         | —                                | —                                | 420                              |
| 0352                       | Франсиско-Май (исп. Francisco May) 21°16′48″ с. ш. 87°05′15″ з. д.                        | 235                              | 223                              | 284                              |
| 0092                       | Пунта-Сам (исп. Punta Sam) 21°14′01″ с. ш. 86°48′04″ з. д.                                | 117                              | 81                               | 108                              |
| —                          | Прочие                                                                                    | 1593                             | 547                              | 974                              |
| Названия на карте Генштаба |                                                                                           |                                  |                                  |                                  |

## Экономическая деятельность
По статистическим данным 2000 года, работоспособное население занято по секторам экономики в следующих пропорциях:
- сельское хозяйство, скотоводство и рыбная ловля — 12 %;
- промышленность и строительство — 9,8 %;
- торговля, сферы услуг и туризма — 76,5 %;
- безработные — 1,7 %.

## Инфраструктура
По статистическим данным 2020 года, инфраструктура развита следующим образом:
- электрификация: 97 %;
- водоснабжение: 78 %;
- водоотведение: 97,2 %.

## Фотографии

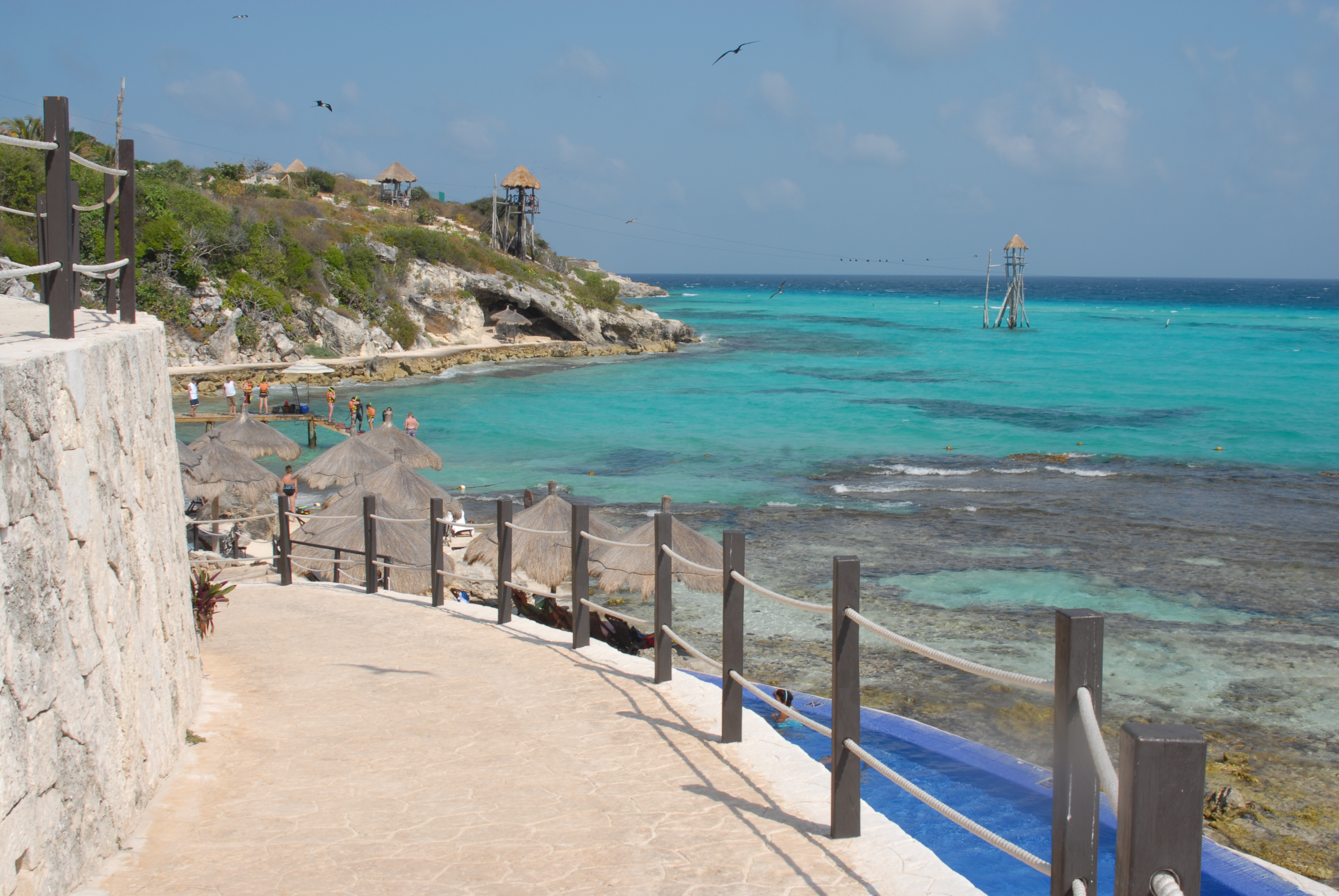
Парк Гаррафон
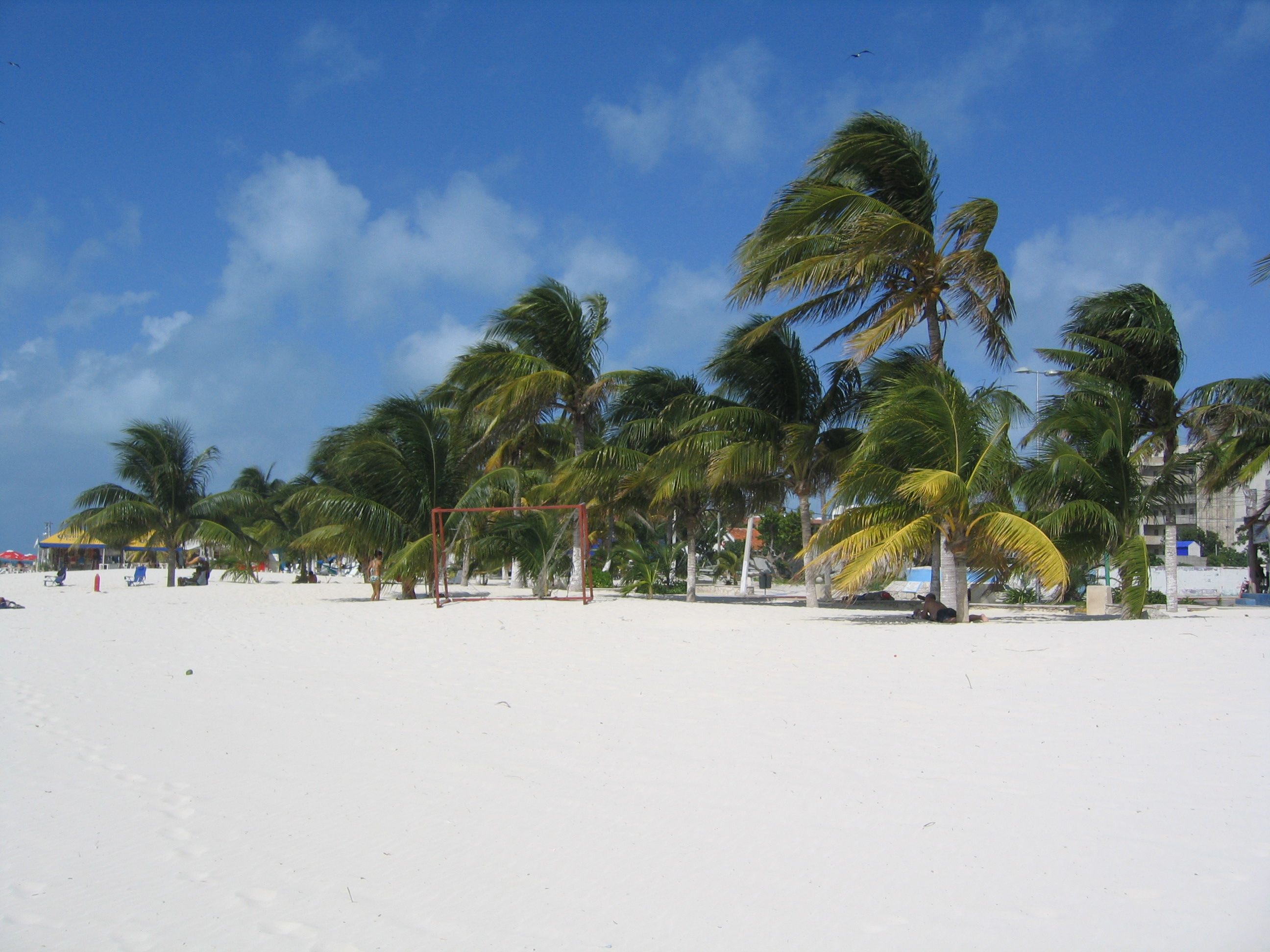
Пляжи Исла-Мухереса
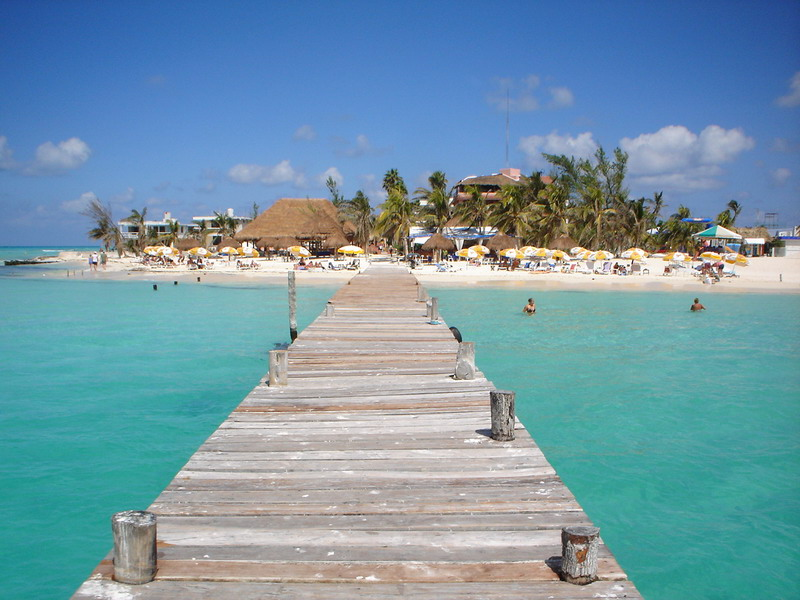
Пирс у одного из отелей
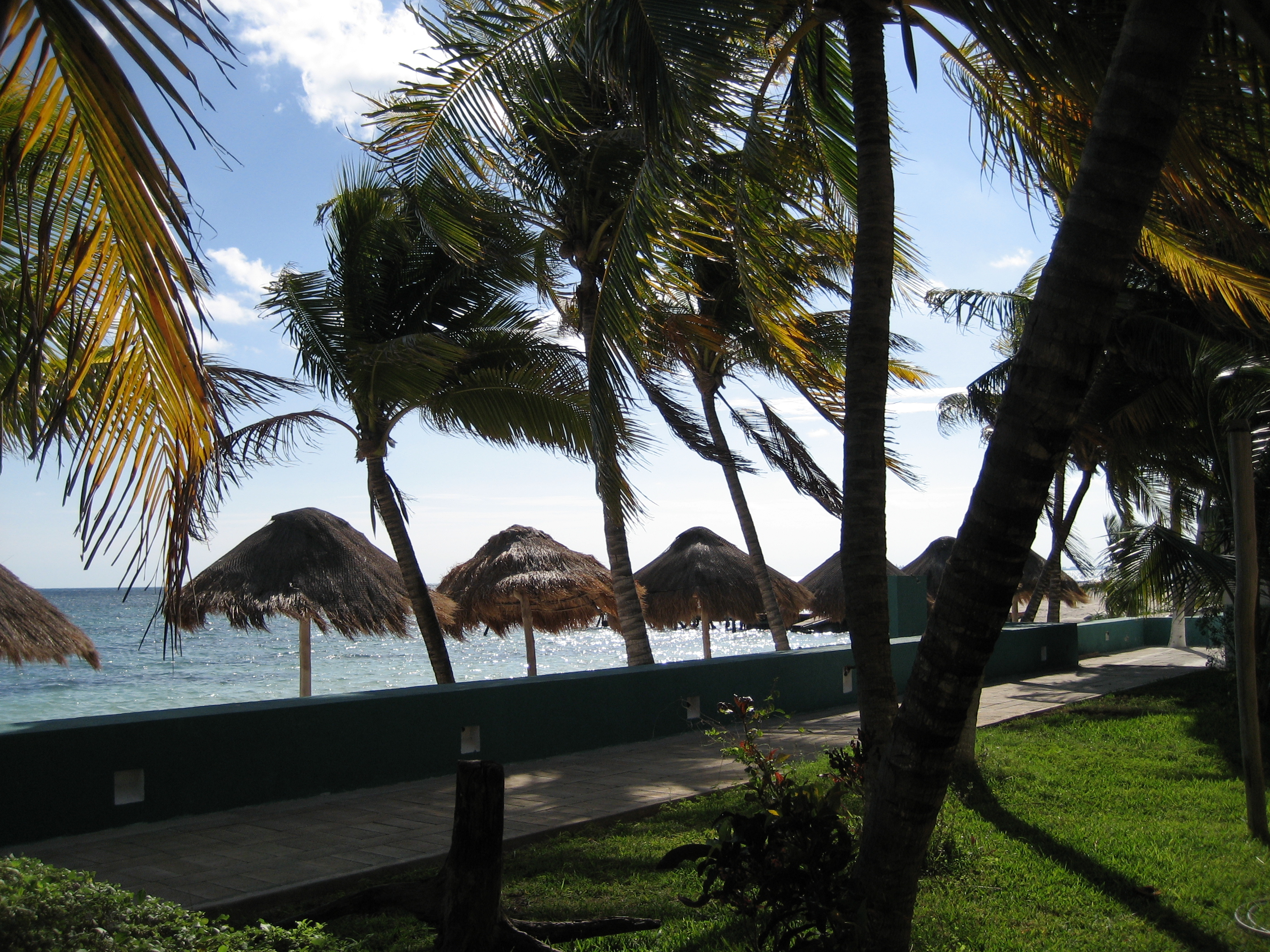
Асьенда Пунта-Сам
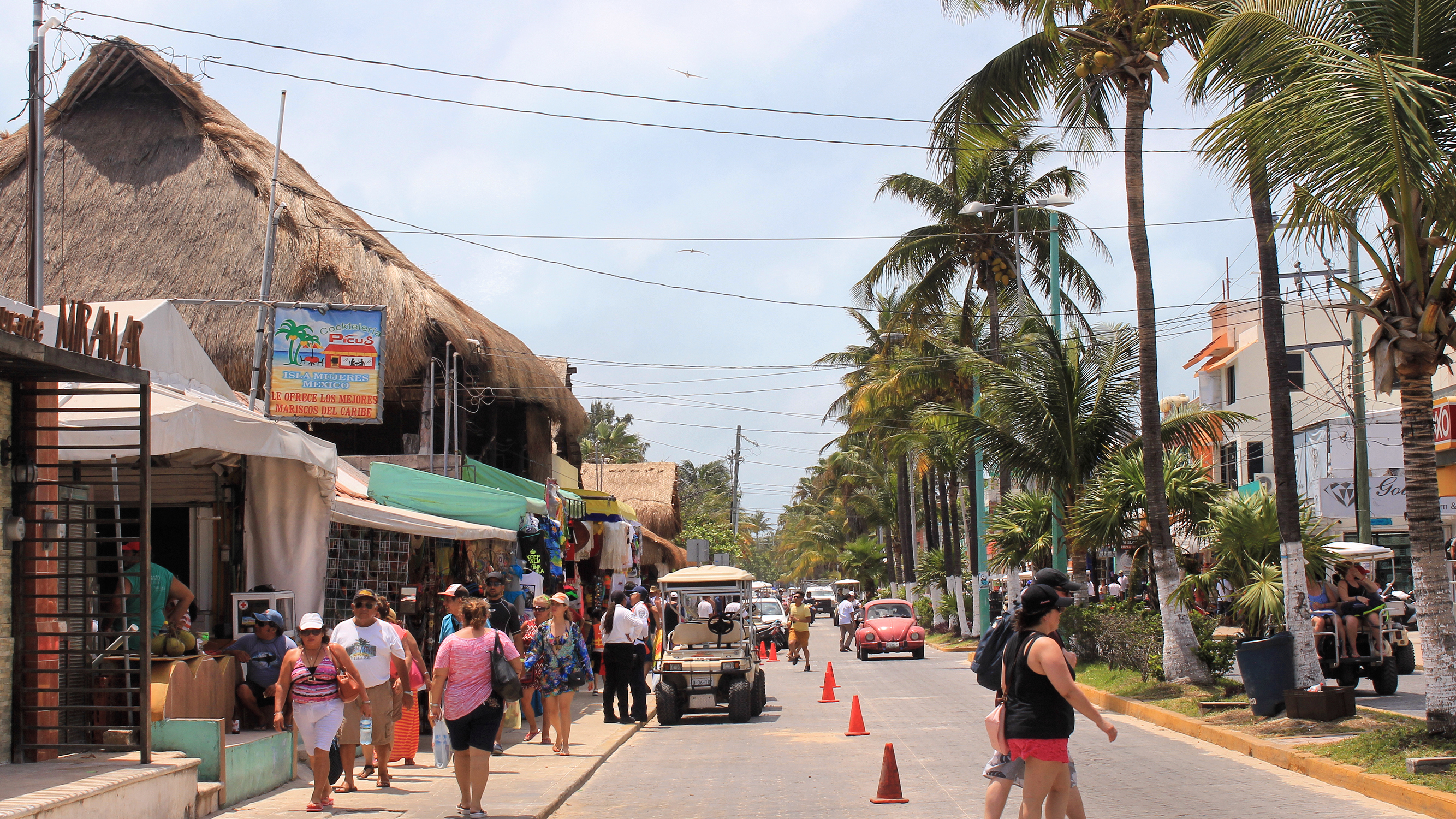
Одна из улиц Исла-Мухереса